# Topla Reber
Topla Reber je naselje v Občini Kočevje brez stalnih prebivalcev.